# Гертхофер, Ян
Ян Гертхофер (словац. Ján Gerthofer; 27 мая 1910, Лаб — 9 августа 1991, Подбрезова) — словацкий лётчик, капитан Словацких воздушных сил. На его счету насчитывается 26 официальных побед со следующими сбитыми самолётами:
- 9 истребителей ЛаГГ-3
- 5 штурмовиков Ил-2
- 4 истребителя Як-1
- 3 истребителя И-16
- истребитель И-153
- бомбардировщик Пе-2
- истребитель Ла-5
- истребитель P-39 Airacobra
- бомбардировщик A-20 Boston

После войны работал инструктором в Спишске-Нове-Вес, с 1947 по 1951 годы был гражданским пилотом Douglas C-47 Skytrain. Уволен по политическим мотивам.